# Staffellauf am Gartenring
Staffellauf am Gartenring (Originaltitel russisch Эстафета Estafeta, oft auch als Эстафета по кольцу «Б» Estafeta po kolzu „B“ bezeichnet) ist der Titel eines Gemäldes des sowjetischen Künstlers Alexander Deineka (1899–1969). Das 199 cm × 299 cm große Ölgemälde wurde 1947 gemalt und stellt den Sport als Zeichen von Willenskraft in der UdSSR dar.
Es hängt in der Staatlichen Tretjakow-Galerie, Moskau.

## Weblink
- Das Bild auf neuegegenwart.de. Abgerufen am 2. Mai 2013.